# 横山村 (東京都)
横山村（よこやまむら）は東京都の南西部、南多摩郡に属していた村。

## 地理
- 河川：南浅川

## 歴史
- 1889年（明治22年）4月1日 町村制施行により、神奈川県南多摩郡散田村、下長房村、下椚田村、館村、寺田村、大船村が合併し横山村が成立する。
- 1893年（明治26年）4月1日 南多摩郡が北多摩郡、西多摩郡とともに東京府へ編入する。
- 1943年（昭和18年）7月1日 東京都制施行。
- 1955年（昭和30年）4月1日 元八王子村、恩方村、川口村、加住村、由井村とともに八王子市へ編入する。